# قصر الذهب
قصر الذهب (يسمى ايضاً قصر المنصور، قصر القبة الخضراء، قصر باب الذهب) هو قصر شيده الخليفة العباسي أبو جعفر المنصور، في وسط مدينته المدورة التي اسماها مدينة السلام، واشتهرت فيما بعد باسم بغداد، نسبة إلى قرية سوق بغداد، والتي تقع في منطقة الشونيزية.

## نبذة تاريخية
قصر الذهب هو أحد أشهر قصور الدولة العباسية، وسميَّ بقصر المنصور نسبة إلى بانيه الخليفة العباسي الثاني ابو جعفر المنصور، ومُشيّد مدينة السلام المدورة، ويقع هذا القصر في وسطها، شيد على شكل مربع بمساحة تزيد على خمسين الف متر مربع، حيث كان طول الضلع الواحد 400 ذراع، أي ما يعادل 225 متراً.
أما الإيوان الذي شيد على شكل مستطيل وموضعه في صدر القصر، والذي يبلغ طوله 53 ذراعا، مايعادل 30 مترا، وعرضه 35 ذراعا مايساوي حوالي 20 مترا، وجعل السقف على شكل قبة ذات لون أخضر، وعرفت بالقبة الخضراء، وعرف القصر بها، حيث أن هذه القبة كانت تُرى من خلف الاسوار للقادم إلى بغداد من مسافة بعيدة. وقد أطلق بعض من المؤرخين على القبة الخضراء اسم تاج بغداد، وعَلَم بغداد، واعتبروها مأثرة من مآثر بني العباس.
وقد رُكُب على رأس القبة الخضراء تمثالاً على هيئة فارس يمتطي فرسا، يحمل في يده رمحاً. كما انشأ المنصور في هذا القصر ممراً سرياً يستعمل عند الضرورة، وفي الأزمات.

## مكانة القصر
يعتبر قصر الذهب البلاط الرسمي للخليفة العباسي، ومن أحد اروقته تدار الامور السياسية والحكم، والنظر في أحوال الدولة كافة.كما كان مكاناً للقاء الخليفة مع رؤوس الدولة من قادة عسكريين، ووزراء، وولاة، وقضاة، وكذلك يلتقي بالشعراء، وحتى عامة الناس.
فبقي قصر الذهب المقر الرسمي للخلفاء العباسيين الذين اعقبوا المنصور، فمارس إبنه الخليفة المهدي، إدارة الدولة من تحت قبة هذا القصر، وكذلك حفيده الخليفة موسى الهادي، اما الخليفة العباسي هارون الرشيد، فقد فضل الإقامة في قصر الخلد المطل على نهر دجلة، ولكن ما إن تولى الخلافة ولده الأمين، حتى عاد إلى قصر الذهب واعاده مقرا لخلافته وسكناٌ له، بعد ان اضاف اليه ميداناً.

## زوال القصر
عندما نشب الخصام بين المأمون واخيه الأمين، التجأ الأمين من قصر القرار إلى قصر الذهب ووزع حرسه وجنده على اسوار مدينة السلام المدورة، بعد أن هاجمت جيوش المأمون التي يقودها طاهر بن الحسين المدينة بالمناجيق الكبيرة ورشقتها بوابل من الحجارة الضخمة التي سقطت على قصر باب الذهب وهدمت أجزاء منه.
وعندما سيطر طاهر بن الحسين على بغداد حبس الخليفة الأمين، فيه وكذلك امه زبيدة لمدة يومين، واطلق سراحها، ثم حبست مرة أخرى بعد مقتل ولدها محمد الامين بفترة، ثم نقلت منه إلى قصر الخلد العباسي.
أما القبة الخضراء التي بقيت شاخصة تعلوا مجلس المنصور حتى سنة 329ه‍، حيث سقط رأسها نتيجة، الأمطار الغزيرة التي صاحبها رعد وبرق شديدين، ومن المحتمل ان إحدى تلك الصواعق أصابتها مما ادى إلى سقوط راسها واشتعال النيران. اما بقايا القبة الخضراء فقد انهارت كليا سنة 653ه‍، ويرجع هذا إلى احتمال الفيضان الكبير الذي اجتاح مدينة بغداد في تلك السنة، بجانبيها الكرخ، والرصافة، حيث تهدمت دار الخلافة وماجاورها من قصور وبيوت وغيرها. وكان يجاور القصر جامع المنصور، وقد بقي على حاله، إلى ان انقضه هارون الرشيد واعاد بنائه، وكتب اسمه عليه.

وفي زمن المعتمد سنة 260ه‍/873م، اضيف إلى الجامع ديوان المنصور المعروف بدار القطان، وفي سنة 280ه‍/893م، قرر الخليفة المعتضد اقتطاع مساحة أكبر من القصر وضمها إلى الجامع، وبذلك أصبح ما الحق بالجامع من القصر مساوياً للمسجد العتيق من حيث المساحة.ونستنتج من هذه الأحداث، ان المدينة المدورة بقيت قائمة في خلال القرن الذي تلا الحصار آنف الذكر، غير ان قصر الذهب تهدم سنة 329ه‍/941م، وبقي الجامع صالحاً للصلاة حتى القرن الثامن الهجري/الرابع عشر الميلادي، بعد الحصار المغولي.